# Sarconi
Sarconi ist eine süditalienische Gemeinde (comune) mit 1422 Einwohnern (Stand 31. Dezember 2023) in der Provinz Potenza in der Basilikata. Die Gemeinde liegt etwa 44 Kilometer südsüdöstlich von Potenza und Comunità montana Alto Agri. Teile des Gemeindegebiets von Sarconi gehören zum Parco nazionale dell'Appennino Lucano-Val d'Agri-Lagonegrese.